# Haplophthalmus danicus
Haplophthalmus danicus es una especie de crustáceo isópodo. Fue descrita por Budde-Lund en 1880.
Se encuentra en Europa y el norte de Asia (excluyendo China), América del Norte, el sur de Asia, América del Sur y Asia templada.

## Subespecies
- Haplophthalmus danicus armenius Collinge, 1918
- Haplophthalmus danicus bagnalli Collinge, 1946
- Haplophthalmus danicus danicus Budde-Lund, 1880
- Haplophthalmus danicus rufus Arcangeli, 1960
- Haplophthalmus danicus tauricus Frankenberger, 1950
- Haplophthalmus danicus transsilvanicus Verhoeff, 1908
- Haplophthalmus danicus virescens Collinge, 1918